# Pietro Ruta
Pietro Willy Ruta, né le 6 août 1987 à Gravedona, est un rameur italien.

## Biographie
Champion d'Europe 2010 en quatre de couple poids légers et vice-champion du monde de skiff poids légers en 2011, il participe aux Jeux olympiques de 2012 mais est éliminé en demi-finale. Il est médaillé d'or en skiff poids légers aux Jeux méditerranéens de 2013. En 2016, il termine 4e en finale lors des Jeux suivants avec ses coéquipiers Livio La Padula, Stefano Oppo et Martino Goretti.
En 2017, il est médaillé d'argent en deux de couple poids légers aux Championnats du monde et médaillé de bronze de la même épreuve aux Championnats d'Europe. Il obtient l'or en deux de couple poids légers aux Jeux méditerranéens de 2018.
Il remporte la médaille d'argent en deux de couple poids légers aux Championnats d'Europe d'aviron 2019 et aux Championnats du monde d'aviron 2019.

## Palmarès

### Jeux Olympiques
- 2020 à Tokyo,  Japon
  -  Médaille de bronze en deux de couple poids légers

### Championnats du monde
- 2011 à Bled,  Slovénie
  -  Médaille d'argent en skiff poids légers.
- 2017 à Sarasota,  États-Unis
  -  Médaille d'argent en deux de couple poids légers.
- 2018 à Plovdiv,  Bulgarie
  -  Médaille d'argent en deux de couple poids légers.
- 2019 à Ottensheim,  Autriche
  -  Médaille d'argent en deux de couple poids légers.

### Championnats d'Europe
- 2010 à Montemor-o-Velho,  Portugal
  -  Médaille d'or en quatre de couple poids légers.
- 2017 à Račice,  Tchéquie
  -  Médaille de bronze en deux de couple poids légers.
- 2018 à Glasgow,  Royaume-Uni
  -  Médaille de bronze en deux de couple poids légers.
- 2019 à Lucerne,  Suisse
  -  Médaille d'argent en deux de couple poids légers.
- 2021 à Varèse,  Italie
  -  Médaille de bronze en deux de couple poids légers.
- 2022 à Munich,  Allemagne
  -  Médaille de bronze en deux de couple poids légers.

### Jeux méditerranéens
- 2018 à Tarragone,  Espagne
  -  Médaille d'or en deux de couple poids légers.